# Bedford (Indiana)
 For alternative betydninger, se Bedford (flertydig). (Se også artikler, som begynder med Bedford)
Bedford er en by i Shawswick Township, Lawrence County, Indiana, USA. Indbyggertallet var i 2010 13.413. Byen er county seat (administrationsby) i Lawrence County.

## Tidlig historie
Bedford blev anlagt som by og county seat omkring 1825. Det oprindelige county seat lå i den nu nedlagte by Palestine, seks kilometer mod syd. Flytningen skete på opfordring af den lovgivende forsamling, da den oprindelige beliggenhed i nærheden af White River blev anset for at være usundt på grund af myg, der spredte malaria. Det nye sted blev kaldt Bedford efter forslag fra en fremtrædende lokal forretningsmand, Joseph Rawlins, der var flyttet til området fra Bedford County i Tennessee. Bedford var et led i The Underground Railroad, et net af hemmelige byer og veje, der blev anvendt af slaver i begyndelsen af 1800-tallet til at flygte til Canada eller andre amerikanske stater, hvor slaveri var forbudt.

## Geografi
Ifølge folketællingen i 2010 har Bedford et samlet areal på 31,5 km², der udelukkende består af land (ingen søer).

### Klima
Klimaet i området er kendetegnet ved varme, fugtige somre og generelt milde til kølige vintre. Ifølge Køppen Klima Klassificeringssystem har Bedford et fugtigt subtropisk klima, forkortet "Cfa" på klimakort.

## Demografiske oplysninger

### Folketælling 2010
Ved folketællingen i 2010 var der 13.413 indbyggere, 5.801 husholdninger og 3.426 familier i byen. Det giver en befolkningstæthed på 426 mennesker per km². Der var 6.553 boliger med en gennemsnitlig tæthed på 208 boliger per km². Den racemæssige sammensætning af byen var 96,2 % hvide, 0,8% afroamerikanere, 0,3% "Native American", 0,9% asiater, 0,5% andre og 1,3% af blandet afstamning. Hispanic- og latinoamerikanere udgjorde 1,8% af befolkningen.
Der var 5.801 husstande, hvor 27,7% havde børn under 18 år, der stadig boede hjemme. Af disse husstande med børn var 41,5% gifte par, 13,3% enlige kvinder, 4,3% enlige mænd og 40,9% var ikke familier. 36,3% af alle husstande bestod kun af en enkelt person, og 16,8% af disse var 65 år eller ældre. Den gennemsnitlige husstandsstørrelse var 2,22 personer og den gennemsnitlige familiestørrelse var 2,87.
Den mediane alder i byen var 41,5 år. 22,3% af beboerne er under 18 år; 8,1% var mellem 18 og 24; 23,5% var mellem 25 og 44; 26,2% var mellem 45 og 64; og 20,1% var 65 år eller ældre. Den kønsmæssige sammensætning af byen var 47,3% mænd og 52,7% kvinder.

### Folketælling 2000
Ved folketællingen i 2000 var der 13.768 mennesker, 6.054 husholdninger, og 3.644 familier i byen. Befolkningstætheden var 447 personer per kvadratkilometer. Der var 6.618 boliger med en gennemsnitlig tæthed af 215 boliger per kvadratkilometer. Den racemæssige sammensætning af byen var 98,87% hvide, 0.79% afroamerikanere, 0,28% Native American, 0,48% asiater, 0,01% fra stillehavsøerne, 0,70% fra andre racer og 0,88% fra to eller flere racer. Hispanic eller latino af enhver race var 1,26% af befolkningen.
Der var 6.054 husholdninger, hvor 25,0% havde hjemmeboende børn under 18 år, 46.5% var ægtepar, 10,3% var enlige kvinder og 39,8% var ikke-familier. 35,5% af alle husstande bestod af en enkelt person, heraf 18,3% som var 65 år eller ældre. Den gennemsnitlige husstandsstørrelse var 2,18 og den gennemsnitlige familiestørrelse var 2,81.
I byen var befolkningen fordelt med 21,2% under 18 år, 8,0% fra 18 til 24, 25,7% mellem 25 og 44, 23,2% fra 45 til 64, og 21,9%, der var 65 år eller ældre. Den mediane alder var 41 år. For hver 100 kvinder var der 87 mænd. For hver 100 kvinder over 18 var der 82 mænd.
Medianindkomsten for en husstand i byen var $31.022, og gennemsnitsindkomsten for en familie var på $39.462. Mænd havde en medianindkomst på $31.956 versus $22.578 for kvinder. Per capita-indkomsten for byen var $17.649. Omkring 7,4% af familier og 11,5% af befolkningen var under fattigdomsgrænsen, herunder 12,8% af dem under 18 år og 8,6% af dem, der er 65 år eller derover.

## Ledelse
Bedford ledes af en borgmester og et byråd, der består af syv medlemmer.

## Sportshold og historie
- Bedford Stonecutters (Middle School) 1890-1974
- Bedford Nord Lawrence Stars (High School) 1975–i dag

## Økonomi
Bedford er omgivet af stenbrud, hvor der brydes kalksten. Flere kendte bygninger og monumenter er bygget af kalksten brudt i Bedford, herunder flere monumenter i Washington, D.C. samt Empire State Building i New York.
Bedford fik $500.000 i tilskud fra den føderale regering til at bygge en ti-etagers kopi af den Store Pyramide i Giza ud af den lokale kalksten; men arbejdet blev aldrig færdiggjort, på trods af en yderligere $125,000, der er afsat til at afslutte det. En 800-fods kalksten kopi af den kinesiske Mur i Kina, blev også bygget. Opførelsen fandt sted i 1981, og koste $200.000. Byggeriet på den vigtigste pyramide ophørte i 1982.

## Transport
- Ingen motorveje er i nærheden. Den nærmeste er Highway i-69, ca 20 km (35 km) vest for byen.
- US Highway 50 går gennem byens centrum og forbinder Bedford med Seymour mod øst, og Vincennes-skoven mod vest.
- State Road 37 forbinder Bedford til Bloomington nord og Mitchell mod syd.
- Indiana Jernbanen går gennem Bedford, og forbinder til Louisville, Kentucky og Chicago.

## Kriminalitet
Bedford har en lav frekvens af drab; der er alene registreret seks drab mellem 1999 og 2010. Som helhed, i forhold til det nationale gennemsnit for kriminalitet, har Bedford en betydeligt lavere kriminalitetsrate end gennemsnittet.

## Seværdigheder
- Bluespring Caverns
- Nashville, Indiana
- Spring Mill State Park
- West Baden Springs Hotel
- Bedford Courthouse Square (historisk kvarter), Indiana Kalksten Selskabs bygning, Madden Skole, C. S. og Norton, Mansion, Otis Park Golf Course, William A. Ragsdale Hus, og Zahn Historiske Kvarter , er opført i det Nationale Register over Historiske Steder.[14]